# Tắc kè palmato
Pachydactylus rangei là một loài thằn lằn trong họ Gekkonidae. Loài này được Andersson mô tả khoa học đầu tiên năm 1908.
Loài này sinh sống ở các khu vực khô cằn của Ăng-gô-la, Namibia và Nam Phi, và được mô tả lần đầu tiên vào năm 1908 bởi nhà động vật học người Thụy Điển Lars Gabriel Andersson, người đặt tên theo tên của người tìm thấy loài này, Tiến sĩ Paul Range.